# Premier League 2024 (Bhutan)
La Bhutan Premier League 2024 è stata la 13ª edizione della Bhutan Premier League, la massima divisione unificata del campionato bhutanese di calcio. Il campionato è iniziato l'11 maggio 2024 ed è terminato il 20 ottobre successivo.
Il Paro era la squadra campione in carica e si è confermato campione, vincendo il suo quinto titolo nazionale.

## Stagione

### Novità
Nel campionato non è in vigore un sistema di promozioni e retrocessioni, ma vige un torneo di qualificazione su base regionale, nato in seguito alla cessazione della Bhutan Super League nel 2020.

### Formula
Le 10 squadre qualificate al campionato giocano un girone all'italiana con partite di andata e ritorno, per un totale di 18 giornate. Al termine di esso, la squadra prima classificata è campione del Bhutan e si qualifica per la AFC Challenge League 2025-2026.

## Squadre partecipanti
| Club                 | Città         | Stagione precedente              |
| -------------------- | ------------- | -------------------------------- |
| BFF Academy U19      | Thimphu       | 7° in Bhutan Premier League 2023 |
| Daga Utd             | Thimphu       | Non qualificato                  |
| Paro                 | Paro          | Campione di Bhutan               |
| Phuentsholing Heroes | Phuentsholing | Non qualificato                  |
| RTC                  | Thimphu       | Non qualificato                  |
| Samtse               | Samtse        | Non qualificato                  |
| Tensung              | Thimphu       | 6° in Bhutan Premier League 2023 |
| Thimphu City         | Thimphu       | 2° in Bhutan Premier League 2023 |
| Transport Utd        | Thimphu       | 3° in Bhutan Premier League 2023 |
| Tsirang              | Damphu        | Non qualificato                  |

## Classifica
|                   | Pos. | Squadra              | Pt | G  | V  | N | P  | GF | GS | DR  |
| ----------------- | ---- | -------------------- | -- | -- | -- | - | -- | -- | -- | --- |
| Bhutan (bandiera) | 1.   | Paro                 | 47 | 18 | 15 | 2 | 1  | 81 | 17 | +64 |
|                   | 2.   | Transport Utd        | 41 | 18 | 13 | 2 | 3  | 51 | 22 | +29 |
|                   | 3.   | Thimphu City         | 39 | 18 | 12 | 3 | 3  | 50 | 21 | +29 |
|                   | 4.   | RTC                  | 33 | 18 | 9  | 6 | 3  | 38 | 26 | +12 |
|                   | 5.   | Samtse               | 24 | 18 | 7  | 3 | 8  | 41 | 51 | -10 |
|                   | 6.   | Tensung              | 22 | 18 | 6  | 4 | 8  | 24 | 39 | -15 |
|                   | 7.   | BFF Academy U19      | 15 | 18 | 4  | 3 | 11 | 16 | 35 | -19 |
|                   | 8.   | Phuentsholing Heroes | 14 | 18 | 4  | 2 | 12 | 25 | 53 | -28 |
|                   | 9.   | Tsirang              | 13 | 18 | 3  | 4 | 11 | 25 | 37 | -12 |
|                   | 10.  | Daga Utd             | 7  | 18 | 2  | 1 | 15 | 23 | 73 | -50 |

Legenda:
      Campione del Bhutan e ammessa alla AFC Challenge League 2025-2026.